# Grafen von Barby

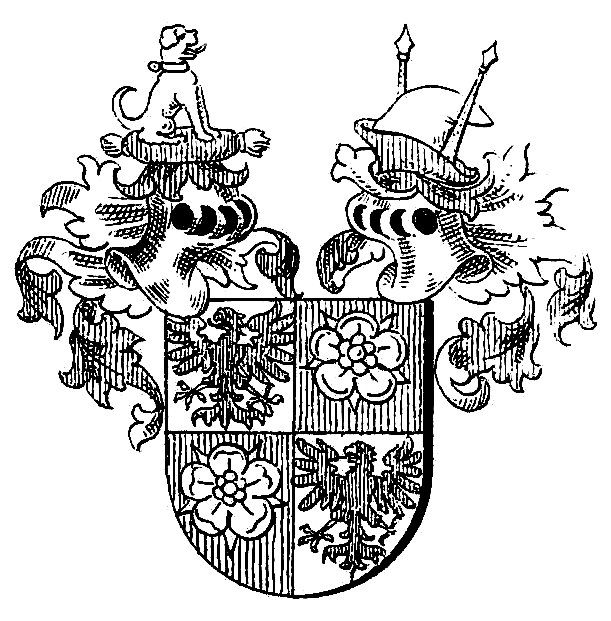
Wappen der Grafen von Barby

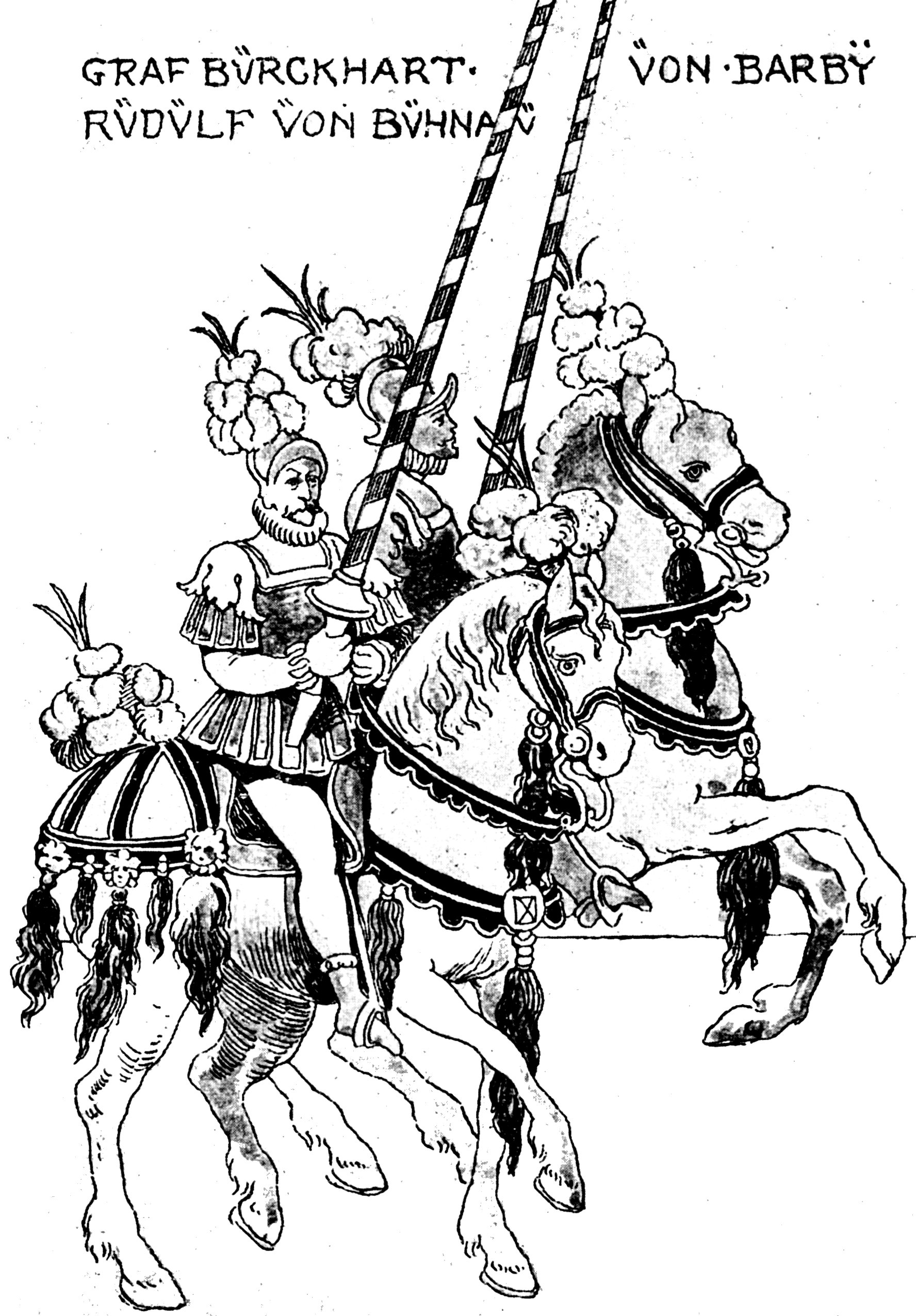
Graf Burgkhart von Barby (hinten) 1580

Die Grafen von Barby (bis 1497 Edle Herren) waren ein Grafengeschlecht, das mit den Grafen von Arnstein stammesverwandt war. Sie stammten von Walther III. von Arnstein (* um 1150, † nach 1196) ab, der mit Gertrud von Ballenstedt, einer Askanierin, vermählt war, und hatten ihren Namen von der Burg Barby und der Grafschaft Barby, die seit Ende des 12. Jahrhunderts im Besitz der Grafen von Arnstein waren.
Die Familie starb mit dem Grafen August Ludwig von Barby (* 5. August, 1639; † 17. Oktober 1659) aus. Er war der einzige Sohn des Grafen Albrecht Friedrich von Barby.
Neben den Grafen von Barby gibt es auch das uradelige Geschlecht von Barby, das nicht mit dem Grafengeschlecht verwandt ist.

## Seitenlinie der Grafen von Arnstein
Endgültig gefestigt wurde die Abspaltung vom Hause Arnstein unter den Brüdern Albrecht I. (um 1177 bis vor 1259) und Walther IV. (um 1180 bis vor 1259). Albrecht bekam die Grafschaft Arnstein, Walther bekam Barby und wurde 1226 erstmals nach dieser Herrschaft genannt. Dieser Walther IV. begründete damit das Geschlecht der Grafen von Barby. Ein Bruder Albrechts und Walthers, Gebhard von Arnstein (um 1177/78 bis 1256), wurde Stammvater des Grafengeschlechtes Lindow-Ruppin.
Eine Gräfin von Barby spielt als Gefangene bei der Zerstörung der Burg Randau (1297) eine wichtige Rolle in der Sage von der Ahnfrau der alten Burg Randau.
Der letzte der Grafen Barby war August Ludwig. Geboren am 3. August 1639 auf Schloss Rosenburg als einziger Sohn des Grafen Albrecht Friedrich starb er 20-jährig in Wolfenbüttel und wurde am 13. Mai 1660 im gräflichen Erbbegräbnis in der St. Johanniskirche in Barby beigesetzt.
Seine Schwester Aemilie Juliane (1637–1706), verheiratet mit Graf Albrecht Anton II. von Schwarzburg-Rudolstadt, schrieb zahlreiche teilweise sehr bekannte Kirchenlieder.
Die Burg Barby (Burgward 961), an der Stelle des heutigen barocken Schlosses Barby, nebst Franziskanerkloster (Grablege) sowie das Anfang des 13. Jahrhunderts planmäßig angelegte Städtchen bildeten den Verwaltungsmittelpunkt der Herrschaft, die 1497 zur Reichsgrafschaft erhoben wurde. 1540 führten die Grafen die Reformation ein.

## Die Grablege in der Johanniskirche in Barby
Die Johanniskirche von Barby an der Elbe war ursprünglich eine Franziskaner-Klosterkirche. Sie wurde zwischen 1264 und 1271 errichtet. Nachdem ein Brand das Kloster in den Jahren zwischen 1370 und 1381 vernichtet hatte, half Graf Günther IV. von Barby († 1404) mit finanziellen Mitteln beim Wiederaufbau der Kirche. Das Kloster wurde aufgegeben. Die Grafen von Barby wählten die Johanniskirche zu ihrer Grablege.

## Monumente des 13. und 14. Jahrhunderts
- Grabplatte des Herrn Buchard II. von Barby († 1271)
- Grabplatte für Herrn Walterus X. von Barby († 1313/vor 1316)
- Grabplatte des Dominus Albertus Junior von Barby († 1350)
- Grabplatte für Nobilis Albert von Barby Senior (Albrecht VII.) († 1358)
- Bildepitaph des Grafen Albrecht V. († 1332) und seiner Gemahlin Jutta/Judith von Barby († 1352)
- Wandskulpturen des Grafen Günther IV. von Barby und seiner Gemahlin Dorothea († 1385)
- Doppelgrabplatte des Grafen Günther IV. von Barby († 1404) und seiner Gemahlin Dorothea († 1385)
- Bildhauer- oder Stifterporträtkonsole mit dem Vollwappen der Grafen von Barby

## Wappen

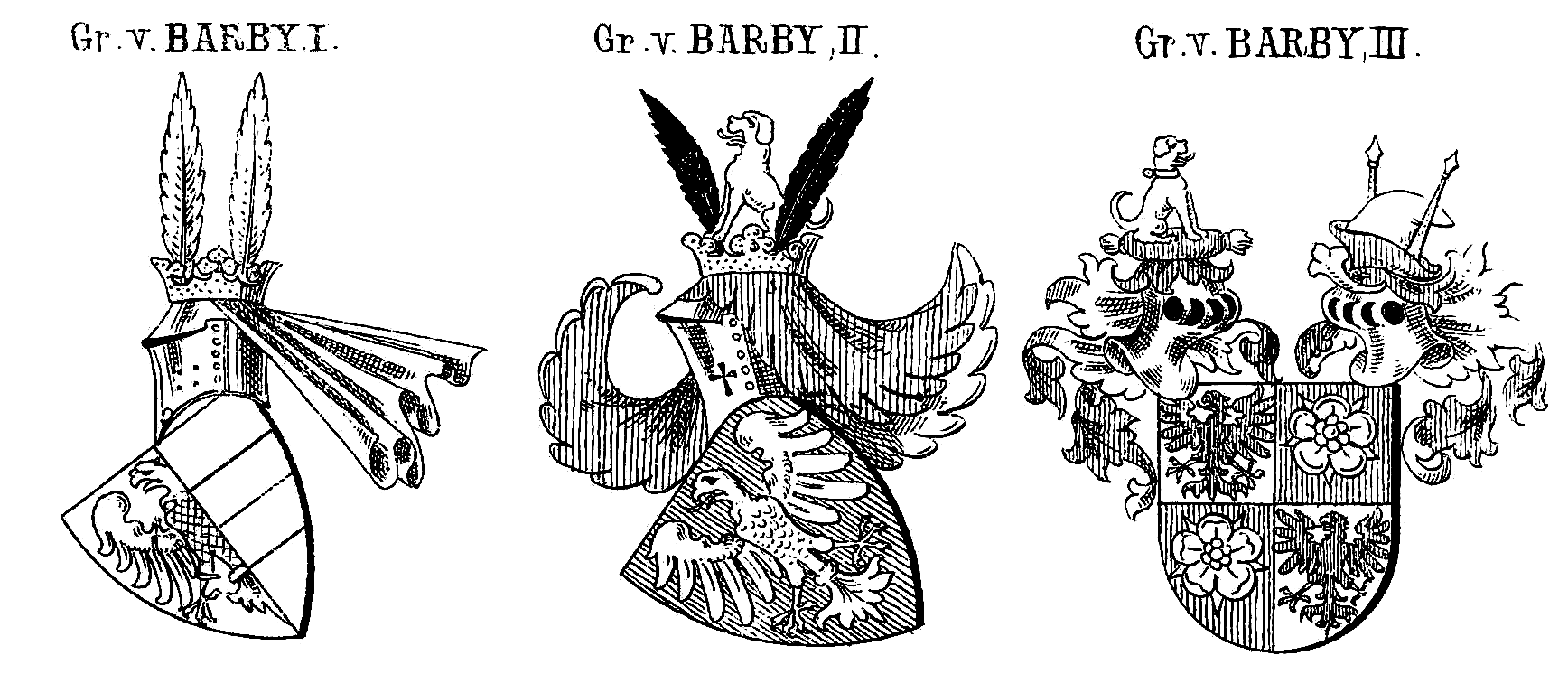
Drei Wappen der Grafen von Barby

Die Grafen führten zuletzt – nach verschiedenen Veränderungen – ein Wappen mit quadriertem Schild und je zwei Adlern und Rosen. Der Adler geht auf das Stammgeschlecht der Grafen von Arnstein zurück und wurde auch von den Grafen von Mansfeld sowie der Grafschaft Mühlingen übernommen. Es ist Merkmal der Ortswappen von Großmühlingen und Kleinmühlingen.